# شرکت معدنی و صنعتی گل‌گهر
شرکت معدنی و صنعتی گل‌گهر یک شرکت معدنی و صنعتی ایرانی ثبت‌شده در بورس اوراق بهادار تهران است که در زمینه استخراج سنگ آهن از معدن سنگ آهن گل‌گهر فعالیت می‌کند. این شرکت از شرکت‌های زیرمجموعه گروه مدیریت سرمایه‌گذاری امید (وابسته به بانک سپه) است.  ۴۲ درصد از سهام شرکت معدنی و صنعتی گل‌گهر و بیش از ۵۰ درصد از سهام شرکت معدنی و صنعتی گهرزمین به صورت مستقیم و غیرمستقیم متعلق به شرکت‌های وابسته گروه مدیریت سرمایه‌گذاری امید بانک سپه است.

## ظرفیت
شرکت معدنی و صنعتی گل‌گهر در حال حاضر بزرگترین تولید کننده کنسانتره سنگ آهن و گندله ایران است که دارای ظرفیت تولید بیش از ۱۵ میلیون تن کنسانتره و بیش از ۱۰ میلیون تن گندله است. با اجرای پروژه‌های توسعه و بهینه‌سازی خطوط شرکت، مجموع تولیدات سالانه این شرکت به بیش ۳۰ میلیون تن می‌رسد. این شرکت به منظور توسعه زنجیره ارزش خود با تأسیس شرکت‌های فولادی سهم خود را در تولید محصولات فولادی نظیر آهن اسفنجی توسعه داده‌است و با تولید اسلب نازک و مقاطع فولادی، این زنجیره تکمیل خواهد شد. این شرکت همچنین بزرگ‌ترین تولیدکننده خوراک صنعت فولاد ایران ست و اولین زنجیره کامل معدن تا فولاد را در ایران داراست.

## اهداف
شرکت صنعتی و معدنی گل‌گهر با ۶۴۰ میلیون تن ذخایر زمین‌شناسی و مشارکت فعال در توسعه پایدار زنجیره ارزش محصولات معدنی و صنعتی، تولید سالانه ۲۰ میلیون تن سنگ‌آهن، ۸ میلیون تن کنستانتره، ۶ میلیون تن گندله، ۳.۵ میلیون تن آهن اسفنجی و ۱.۵ میلیون تن فولاد را به‌عنوان اهداف خود تعیین کرده است.

## تولید
شرکت صنعتی و معدنی گل‌گهر دارای چندین کارخانه تولید است. کارخانه خطوط 7،6،5 فرآوري باظرفيت 6 ميليون تن در سال، كارخانه خط 4 فرآوري با ظرفيت 2 ميليون تن در سال، خطوط 1 ، 2 و 3 فرآوري (كارخانه تغليظ) با ظرفيت 6 ميليون تن در سال و خطوط گندله سازی شامل کارخانه گندله سازی شماره یک و دو از جمله خطوط تولید در این شرکت است.

## معدن سنگ آهن گل‌گهر
معدن سنگ آهن گل‌گهر در ۵۰ کیلومتری جنوب غربی شهرستان سیرجان در استان کرمان واقع شده‌است. این معدن در شش آنومالی مجزا در مجموع با ذخیره ای در حدود ۱۲۰۰ میلیون تن در محدوده ای به طول تقریبی ۱۰ کیلومتر و عرض تقریبی ۴ کیلومتر قرار گرفته‌است. بهره‌برداری از توده معدنی شماره یک که قدیمی‌ترین توده در حال بهره‌برداری این معدن است، بر عهده شرکت معدنی و صنعتی گل گهر است که بخش زیادی از آن استخراج شده است.

## پیشینه
منطقه معدنی و صنعتی گل گهر، با برخورداری از ذخایر غنی سنگ آهن، به‌عنوان یکی از قطب‌های برجسته معدنی و صنعتی خاورمیانه شناخته می‌شود. پروژه اکتشاف سنگ آهن گل گهر در سال ۱۳۴۸ توسط شرکت خصوصی ایران باریت آغاز شد و سپس با مشارکت شرکت ژاپنی ماروبنی ادامه یافت. در سال ۱۳۵۳، مسئولیت این پروژه به شرکت ملی فولاد ایران واگذار شد. همان سال، مطالعات اولیه و مهندسی برای استخراج سالانه ۵ میلیون تن سنگ آهن از معدن شماره یک و تولید ۲.۵ میلیون تن کنسانتره آغاز شد. این طرح با همکاری شرکت سوئدی گرانگز، به‌عنوان مشاور، پیش رفت. با آغاز جنگ ایران و عراق، روند اجرایی پروژه دچار وقفه شد، اما سرانجام از سال ۱۳۷۳، بهره‌برداری از خطوط ۱ و ۲ تولید کنسانتره با ظرفیت اسمی ۲.۵ میلیون تن آغاز و سپس به ۳.۵ میلیون تن افزایش یافت. خط سوم فرآوری سنگ آهن نیز از مهرماه ۱۳۸۳ وارد فاز بهره‌برداری شد. با توجه به تقاضای فزاینده کارخانه‌های فولادسازی ایران برای کنسانتره سنگ آهن، ظرفیت تولید این سه خط به بیش از ۶ میلیون تن در سال ارتقا یافت. در راستای تکمیل زنجیره ارزش و پاسخ به نیازهای روزافزون صنعت فولاد، شرکت گل گهر احداث یک واحد گندله‌سازی را در مجاورت معدن گل گهر در دستور کار قرار داد. مطالعات اولیه این پروژه از سال ۱۳۷۳ آغاز شد و پس از مذاکرات متعدد با شرکت‌های خارجی، این کارخانه با ظرفیت ۵ میلیون تن در سال ۱۳۸۹ به بهره‌برداری رسید. علاوه بر این، کارخانه گندله‌سازی شماره ۲ نیز با ظرفیت ۵ میلیون تن و بهره‌گیری از فناوری شرکت آلمانی اتوتک، از سال ۱۳۹۱ در دست ساخت قرار گرفت و در آبان ۱۳۹۵ به مرحله بهره‌برداری رسید.

## برنامه‌های توسعه
چشم‌انداز شرکت توسعه آهن و فولاد گل گهر، تکمیل زنجیره فولادسازی و رسیدن به تولید سالیانه ۶ میلیون تن آهن‌اسفنجی، ۳ میلیون تن اسلب ضخیم و ۱٫۵میلیون تن محصولات نهایی با ارزش افزوده بالا است. مطابق این چشم‌انداز، طرح بزرگ احداث کارخانه فولادسازی، به‌عنوان بزرگ‌ترین پروژه به همراه تعدادی از پروژه‌های مرتبط با این طرح در حال اجرا است. ویژگی بارز طرح احداث کارخانه فولادسازی، استفاده از آهن‌اسفنجی به‌صورت گرم و با دمای ۶۵۰ درجه سانتی‌گراد است که در واحدهای مجاور تولید می‌شود و به دوکوره‌ قوس الکتریکی شارژ می‌شود. مذاب تولید شده پس از فرآیند ذوب و عملیات متالورژیکی، توسط ماشین ریخته‌گری به اسلب ضخیم تبدیل می‌شود. طبق طرح جامع فولاد ایران، برای گروه گل گهر که دارای ۶۴۰ میلیون تن ذخیره زمین‌شناسی است، تولید سالیانه بیش از ۲۶ میلیون تن کنسانتره، ۲۳٫۵ میلیون تن گندله، ۱۲٫۴ میلیون تن آهن اسفنجی، ۷٫۵ میلیون تن شمش فولادی و ۴٫۱ میلیون تن محصول فولادی هدف‌گذاری شده است. این شرکت دارای اولین زنجیرهٔ کامل معدن تا فولاد ایران است.

## سهامداران
سهام‌داران عمدهٔ شرکت معدنی و صنعتی گل گهر عبارتند از: شرکت گروه سرمایه‌گذاری امید، شرکت سرمایه‌گذاری توسعه معادن و فلزات، شرکت سرمایه‌گذاری استانی (سهامی عدالت)، شرکت فولاد مبارکه اصفهان، بانک سپه، شرکت واسط مالی فروردین با مسئولیت محدود، شرکت گروه توسعه مالی مهر آیندگان، شرکت سرمایه‌گذاری صندوق بازنشستگی کشوری.

## محیط زیست و مسئولیت اجتماعی
شرکت معدنی و صنعتی گل‌گهر در راستای مسئولیت‌های اجتماعی عملیات اجرایی پروژه سولفورزدایی از گازهای خروجی کارخانه گندله سازی شرکت گل‌گهر سیرجان که این طرح دود گوگرد متصاعد از گندله را که برای محیط زیست آسیب داشت، را به نوعی کود تبدیل می کند. بر این اساس دودهای مضر در این دود را به کود سولفات آلومینیوم تبدیل می کند و این کود مورد نیاز کشاورزی خواهد بود. همچنین اجرای این طرح برای ۲۰۰ نفر اشتغال ایجاد و ۲۰ هزار میلیارد تومان میزان سرمایه گذاری اعلام شده است. تصفیه فاضلاب صنعتی به عنوان بخشی از منابع آبی پایدار از دیگر فعالیت‌های این شرکت در راستای حفظ محیط زیست است.
عملیات بهسازی ورودی سیرجان- شیراز، جدول گذاری و آسفالت ۵۰ درصد از معابر شهر سیرجان، احداث سالن اجتماعات ۱۶۰۰ نفری، آسفالت و بهسازی معابر شهر سیرجان، طراحی و اجرای راه‌آهن سیرجان- کرمان، از دیگر اقدامات این شرکت در راستای انجام مسئولیت‌های اجتماعی است.

### بیمارستان تخصصی گل‌گهر
شرکت معدنی و صنعتی گل‌گهر در راستای ایفای مسئولیت‌های اجتماعی پروژه احداث بیمارستان تخصصی گل گهر از شهریور سال ۱۳۹۵ با کار مطالعاتی اولیه شروع و در همین سال محل اجرای پروژه در منطقه ویژه اقتصادی سیرجان تعیین و مشاور طراح انتخاب شد و از آبان ماه ۱۳۹۶ کار خود را با تجهیز کارگاه و گودبرداری زیرزمین شروع کرد. این پروژه دارای بخش‌هایی از قبیل قلب و آنژیوگرافی، سنگ شکن، رادیوتراپی، رادیولوژی، فیزیوتراپی، ارتوپدی، زنان و زایمان و ناباروری، کودکان، جراحی عمومی و داخلی است.

### گهر ‌پارک
گهر بوستان‌ سیرجان، دهکده‌ای تفریحی است که در مساحتی با متراژ ۵۸۹۵۶۸۹ متر مربع و در راستای ایفای مسئولیت‌های اجتماعی توسط شرکت معدنی و صنعتی گل گهر احداث شد. آغاز احداث این پارک سال ۱۴۰۰ بود، و از سال ۱۴۰۲ به‌طور آزمایشی مورد بهره‌برداری قرار گرفت.